# Zaborowo

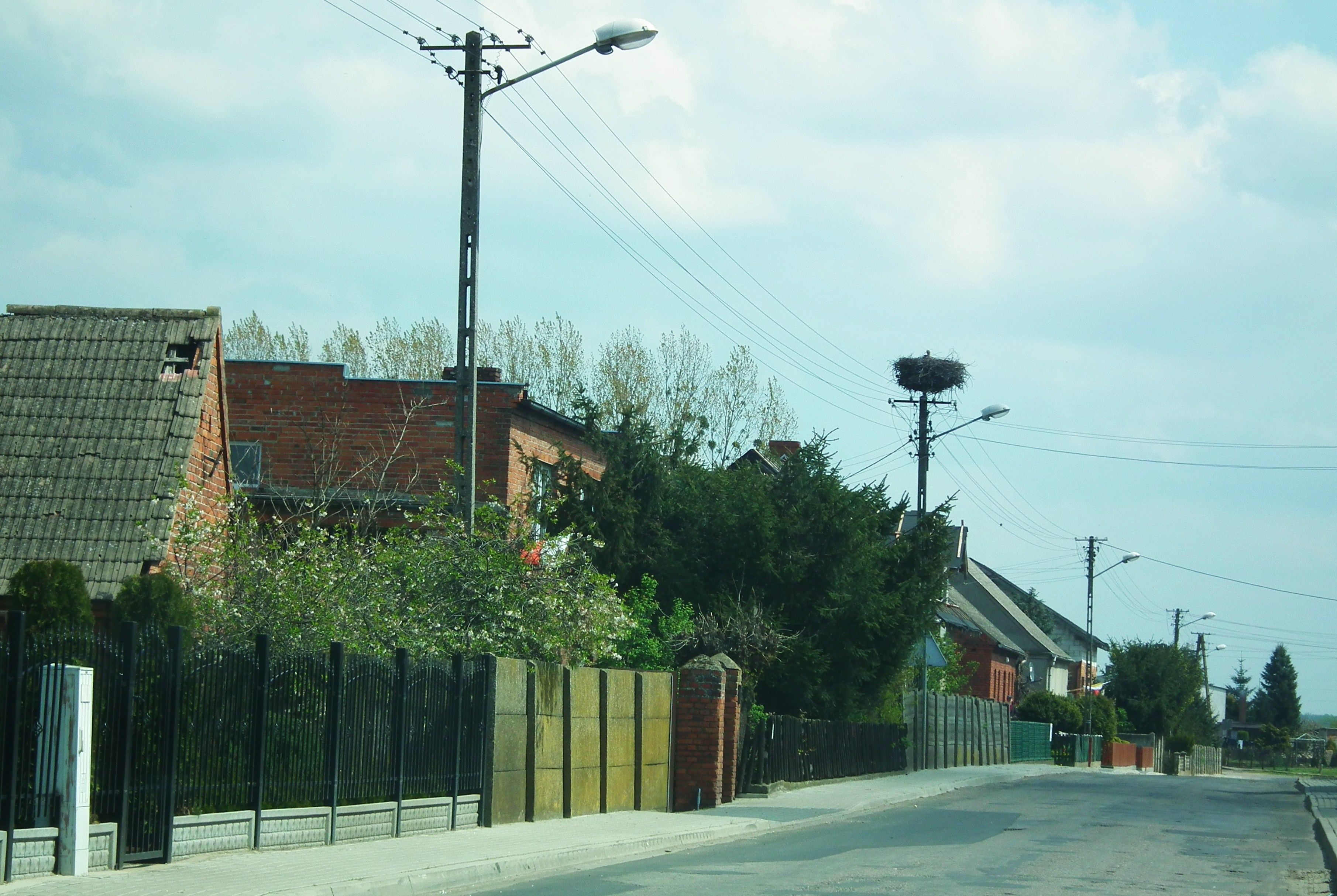
Calle de Zaborowo.

Zaborowo [zabɔˈrɔvɔ] es un pueblo en el distrito administrativo de Gmina Książ Wielkopolski, dentro de Distrito de Śrem, Voivodato de Gran Polonia, en el oeste de Polonia central. Se encuentra aproximadamente a 3 kilómetros del noroeste de Książ Wielkopolski, 13 kilómetros al este de Śrem, y a 41 kilómetros del sureste de la capital regional Poznan.
El pueblo tiene una población de 254 habitantes.